# 塞西莉亞·佩恩-加波施金
塞西莉亞·佩恩-加波施金（英語：Cecilia Payne-Gaposchkin，1900年5月10日—1979年12月7日），美籍英國女性天文學家和天體物理學家，於1925年在她博士學位論文首次提出太陽主要由氫和氦的相對豐度來解釋恆星的組成，雖然這和當時的傳統看法相牴觸。

## 早期生活
塞西莉亞·佩恩-加波施金本名塞西莉亞·海倫娜·佩恩（Cecilia Helena Payne），1900年在英國白金汉郡文多爾出生，是埃琳娜·佩恩和愛德華·約翰·佩恩三名子女的長女，一弟漢弗萊·佩恩是考古學家。塞西莉亞的父親在她四歲時去世，她由母親撫養長大。她就讀於聖保羅女子學校，接著於1919年獲得獎學金進入劍橋大學纽纳姆学院學習物理學、化學和植物學。後來因為她聽了亚瑟·爱丁顿講述他到非洲拍攝日全食照片中太陽旁兩顆星的位置以確定阿尔伯特·爱因斯坦的廣義相對論演講，激起對天文的興趣。
她在劍橋大學完成了學業，但當時女性無法獲得學位。在和哈佛大学天文台台長哈罗·沙普利見面後，她於1923年前往美國攻讀天文的研究所學位。她在美國得到鼓勵女性在天文台研究的獎學金，而且是繼1922年入學的阿德萊德·艾姆斯之後進入該台的第二位女性學生。

## 博士班

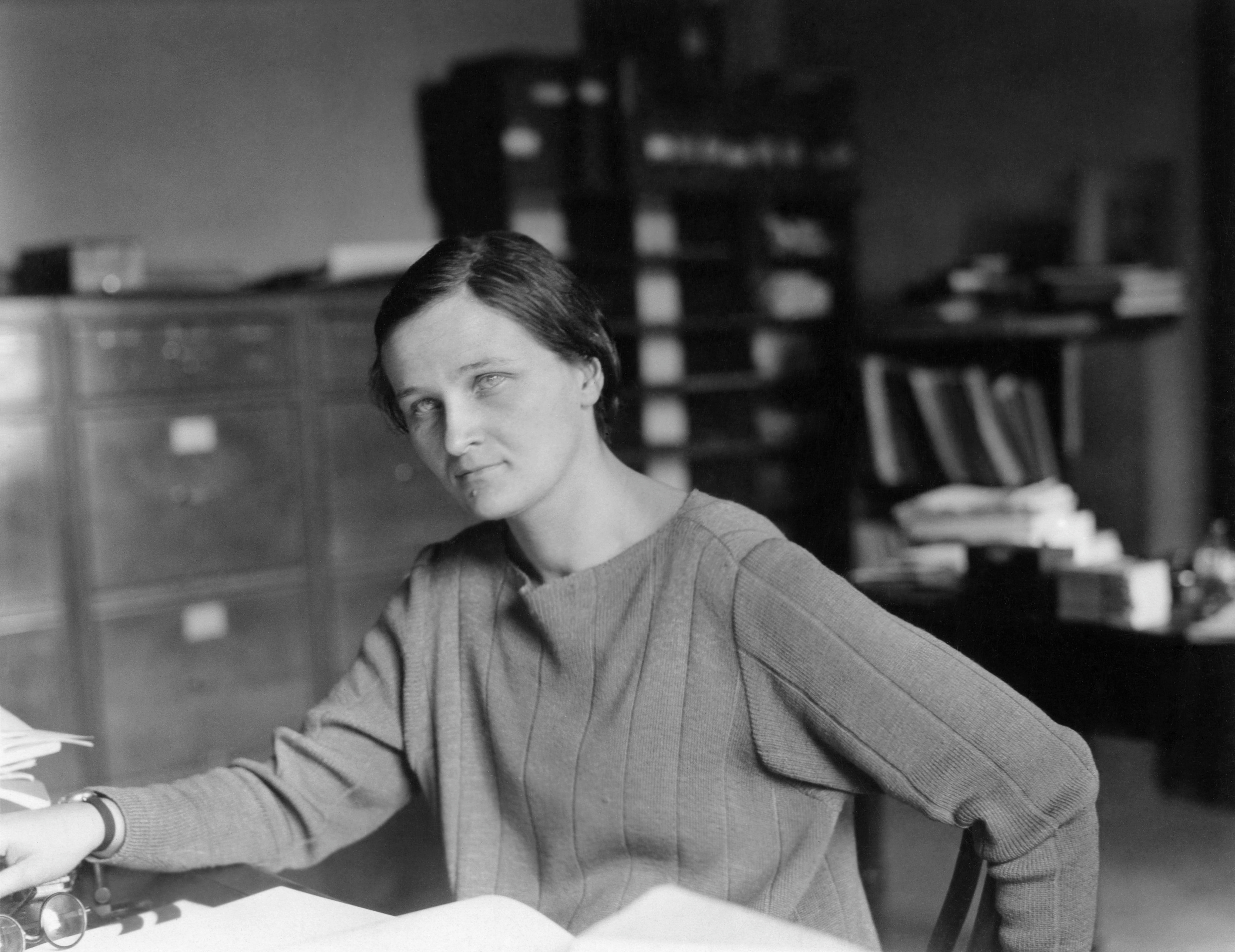
在哈佛大學時的塞西莉亞·佩恩-加波施金。

沙普利成為塞西莉亞的博士論文指導教授。她於1925年以論文《恆星大氣》（Stellar Atmospheres: A Contribution to the Observational Study of High Temperature in the Reversing Layers of Stars.）成為拉德克利夫學院（現為哈佛大學的一部分）授予的首位天文博士；天文學家奥托·斯特鲁维稱該篇論文是「所有天文博士論文中最卓越的」。因為她應用了印度物理學家梅格納德·薩哈的電離理論，因此可以正確找出恆星溫度和恆星光譜的關係。她發現了恆星吸收線的巨大差異之處是因為不同溫度下不同的電離量，而非元素含量。她正確地提出矽、碳和其他在太陽中可找到的金屬在地球上是大約相同的相對含量；但是氦和氫，特別是氫在恆星中則是壓倒性的含量（約100萬倍）。當她的博士論文在審查時，亨利·諾利斯·羅素因為當時的傳統觀念，勸阻她收回論文中太陽組成和地球不同的結論。但四年後因為其他的證據，羅素轉而支持她的看法。在塞西莉亞的觀念被證明正確之後，羅素經常給予稱讚。

## 事業
取得博士學位後，塞西莉亞研究高光度恆星以了解銀河系的結構。之後她和其丈夫一起對亮度高於視星等 10 等的恆星進行巡天。接著她和助手一起觀測 125 萬顆變星進行研究；不久這項工作延伸到了麥哲倫雲，又增加了 200 萬顆恆星。這些資料都用於了解恆星演化。她在她的第二本書"Stars of High Luminosity" （高亮度星體）（1930年）中發表了她的結論。她與她的丈夫謝爾蓋·加波甚金的觀察和分析可變恆星，為所有後來的工作奠定了基礎。

## 個人生活
塞西莉亞在1931年取得美國國籍。1933年她在歐洲旅遊時認識了在德國出生的俄裔天文學家謝爾蓋·伊拉里奧諾維奇·加波施金（1898年–1984年）。塞西莉亞幫謝爾蓋取得美國國籍，之後兩人於1934年3月結婚，育有三名子女：愛德華、凱瑟琳和彼得。塞西莉亞在婚後仍然持續進行科學研究，並且畢生都在哈佛大學。她在1927到1938年間是沙普利的技術助理。當她考慮以職務過低和薪資過少理由離開哈佛時，沙普利幫他爭取提升待遇，並在1938年讓她得到「天文學家」的頭銜。1954年時天文學家唐納德·霍華德·孟澤爾嘗試讓她的系主任任命案通過；1956年她成為哈佛大學文理學院的首位女性正教授，之後成為天文系系主任，也是哈佛大學首位女性系主任。

## 評價
G. Kass-Simon和Patricia Farnes認為塞西莉亞進入哈佛大學天文台是一個重要的轉捩點。在沙普利主持之下，該天文台提供給女性更多機會研究天文，並且許多20世紀早期女性天文學家威廉敏娜·弗萊明、安東妮亞·莫里、安妮·坎农和亨丽爱塔·勒维特都出自該台。但塞西莉亞·佩恩-加波施金獲得博士學位代表女性進入了天文學的主流研究。她進入了當時以男性為主的科學社群，並大大激勵了許多女性。

## 著作
塞西莉亞·佩恩-加波施金出版的書包含：
- "Stars of High Luminosity" （高亮度星體）(1930),
- "Variable Stars" （變星）(1938),
- "Variable Stars and Galactic Structure"（變星和星系結構） (1954),
- "Introduction to Astronomy" （天文學入門）(1956),
- "The Galactic Novae" （星系新星）(1957),

她的代表性期刊論文有：
- Gaposchkin, , Science, May 1941, 93 (2419): 443–444 (1941 May 9), Bibcode:1941Sci....93..443P, ISSN 0036-8075, PMID 17820707, doi:10.1126/science.93.2419.443 |author=和|last=只需其一 (帮助);
- Gaposchkin, C P, , Proc. Natl. Acad. Sci. U.S.A. 22 (6), 1936, 22 (6): 332–61936 Jun, PMC 1076773 , PMID 16588077, doi:10.1073/pnas.22.6.332
- Whipple, F L; Gaposchkin, C P, , Proc. Natl. Acad. Sci. U.S.A. 22 (4), 1936, 22 (4): 195–2001936 April, Bibcode:1936PNAS...22..195W, PMC 1076741 , PMID 16577695, doi:10.1073/pnas.22.4.195

## 榮譽
獲獎
- 1923年就讀劍橋大學時被選為英國皇家天文學會會員
- 1934年安妮·坎農天文獎
- 1936年美國哲學會會士
- 1943年美国文理科学院院士
- 1967年哈佛大學榮譽退休教授
- 1976年美國天文學會亨利·諾利斯·羅素講座
- 富蘭克林研究所的黎頓郝斯獎章（Rittenhouse Medal），和拉德克利夫学院的卓越獎
- 威爾遜學院、史密斯學院、西方女子學院、科爾比學院和宾夕法尼亚州女子医学院的榮譽學位
- 小行星2039

## 語錄
年輕科學家的報酬是世界首位看到或理解某樣事物的情緒快感。且沒有其他相同的經驗可以比較......年長科學家的報酬是有看到一個模糊的概念成長為一個重要的里程碑。
英文原文：
The reward of the young scientist is the emotional thrill of being the first person in the history of the world to see something or to understand something. Nothing can compare with that experience... The reward of the old scientist is the sense of having seen a vague sketch grow into a masterly landscape.
—塞西莉亞·佩恩-加波施金獲得美國天文學會亨利·諾利斯·羅素講座的發言

## 延伸閱讀
- Rubin, Vera (2006), "Cecilia Payne-Gaposchkin" in OUT OF THE SHADOWS: Contributions of 20th Century Women to Physics, Nina Byers and Gary Williams, ed., Cambridge University Press  (ISBN 978-0-521-82197-1 | ISBN 0-521-82197-5).
- Cecilia Payne-Gaposchkin: an autobiography and other recollections (1984), edited by her daughter, Katherine Haramundanis. (Presumably this builds on the 1979 autobiography, privately printed and of only 122 pages, entitled The Dyer's Hand.)

## 外部連結
- Cecilia Payne Gaposchkin in CWP at UCLA
- Harvard Square Library
- Biography
- Bibliography from the Astronomical Society of the Pacific
- Obituary - Physics Today 33 (1980) 64
- Obituary QJRAS 23 (1982) 450 （页面存档备份，存于）